# Noelia Bermúdez
Maria Noelia Bermúdez Valverde (San Carlos, 20 settembre 1994) è una calciatrice costaricana, portiere dell'Alajuelense e della nazionale costaricana.

## Palmarès
- Campionato costaricano femminile di calcio: 5

Deportivo Saprissa: 2012, 2014, 2015
Alajuelense: 2021, 2022